# Безвучни двоуснени плозив
Безвучни двоуснени или билабијални плозив јесте сугласник који се користи у неким говорним језицима. Симбол у Међународном фонетском алфабету који представља овај звук је .

## Карактеристике
Карактеристике безвучног билабијалног плозива:
- Начин артикулације је плозивни, што значи да је произведен ометањем протока ваздуха кроз усну дупљу.
- Место артикулације је билабијални што значи да се артикулира са обема уснама.
- Фонација је безвучна, што значи да гласне жице не трепере током артикулације.

## Појава
Овај глас се не појављује у приближно 10% језика који поседују његов звучни парњак [b], углавном у Африци северно од екватора, укључујући и Арабијско полуострво. Иста особина примећена је у прабаскијском и пракелтском језику.
Међутим, глобално гледајући, овај глас је врло чест у светским језицима. Многи језици имају у најмању руку чист глас [p], а неки разликују и више од једне варијанте. Многи индо-аријки језици, попут хинду језика, праве разлику између аспиративног [pʰ] и чистог [p].

### Примери
| Језик            | Језик                     | Реч                                                                  | ИПА      | Значење             | Напомене                                                        |
| ---------------- | ------------------------- | -------------------------------------------------------------------- | -------- | ------------------- | --------------------------------------------------------------- |
| Адигејски        | Адигејски                 | паӀуэ                                                                |          | 'шешир'             |                                                                 |
| Јерменски        | Источнојерменски дијалект | պապիկ                                                                | [pɑpik]ⓘ | 'деда'              | Прави разлику између [pʰ] и [p].                                |
| Баскијски        | Баскијски                 | [harrapatu] грешка: {{lang}}: текст има искошену назнаку (помоћ)     |          | 'хватати'           |                                                                 |
| Бенгалски        | Бенгалски                 | পাল]                                                                  |          | 'sail'              | Прави разлику између [pʰ] и [p].                                |
| Каталонски       | Каталонски                | [parlar ] грешка: {{lang}}: текст има искошену назнаку (помоћ)       |          | 'причати'           |                                                                 |
| Кинески          | кантонски                 | 爆 pao                                                               |          | 'експлодирати'      | Прави разлику између [pʰ] и [p].                                |
| Кинески          | Мандарински               | 爆炸 bàozhà                                                          |          | 'пући'              | Прави разлику између [pʰ] и [p].                                |
| Чешки            | Чешки                     | [pes] грешка: {{lang}}: текст има искошену назнаку (помоћ)           |          | 'пас'               |                                                                 |
| Холандски        | Холандски                 | [plicht] грешка: {{lang}}: текст има искошену назнаку (помоћ)        |          | 'дужност'           |                                                                 |
| Енглески         | Енглески                  | [pack] грешка: {{lang}}: текст има искошену назнаку (помоћ)          |          | 'паковање'          |                                                                 |
| Француски        | Француски                 | [pomme] грешка: {{lang}}: текст има искошену назнаку (помоћ)         |          | 'јабука'            |                                                                 |
| Немачки          | Немачки                   | [Pack] грешка: {{lang}}: текст има искошену назнаку (помоћ)          |          | 'гомила'            |                                                                 |
| Грчки            | Грчки                     | [πόδι pódi] грешка: {{lang}}: текст има искошену назнаку (помоћ)     |          | 'нога'              |                                                                 |
| Гуџаратски       | Гуџаратски                | પગ                                                                   |          | 'стопало'           |                                                                 |
| Хебрејски        | Хебрејски                 | פּקיד                                                                 |          | 'уредник'           |                                                                 |
| Хинди            | Хинди                     | [] грешка: {{lang}}: нема текста (помоћ) / پرچم                      |          | 'тренутак'          | Прави разлику између [pʰ] и [p].                                |
| Мађарски         | Мађарски                  | [pápa] грешка: {{lang}}: текст има искошену назнаку (помоћ)          |          | 'папа'              |                                                                 |
| Италијански      | Италијански               | [papà] грешка: {{lang}}: текст има искошену назнаку (помоћ)          |          | 'тата'              |                                                                 |
| Јапански         | Јапански                  | ポスト [posuto] грешка: {{lang}}: текст има искошену назнаку (помоћ) |          | 'поштанско сандуче' |                                                                 |
| Корејски         | Корејски                  | [풀 pul] грешка: {{lang}}: текст има искошену назнаку (помоћ)        |          | 'трава'             |                                                                 |
| Лакотски         | Лакотски                  | púza                                                                 |          | 'суво'              |                                                                 |
| Македонски       | Македонски                | пее                                                                  |          | '(он) пева'         |                                                                 |
| Малајски         | Малајски                  | panas                                                                |          | 'вруће'             |                                                                 |
| Малтешки         | Малтешки                  | [aptit] грешка: {{lang}}: текст има искошену назнаку (помоћ)         |          | 'апетит'            |                                                                 |
| Маратхи          | Маратхи                   | पाऊस                                                                  |          | 'киша'              |                                                                 |
| Норвешки         | Норвешки                  | [pappa] грешка: {{lang}}: текст има искошену назнаку (помоћ)         |          | 'тата'              |                                                                 |
| Паштунски        | Паштунски                 | [] грешка: {{lang}}: нема текста (помоћ)                             |          | 'сир'               |                                                                 |
| Пирахашки        | Пирахашки                 | [pibaóí] грешка: {{lang}}: текст има искошену назнаку (помоћ)        |          | 'видра'             |                                                                 |
| Пољски           | Пољски                    | [pas] грешка: {{lang}}: текст има искошену назнаку (помоћ)           | [päs]ⓘ   | 'каиш, појас'       |                                                                 |
| Португалски      | Португалски               | [pai] грешка: {{lang}}: текст има искошену назнаку (помоћ)           |          | 'отац'              |                                                                 |
| Румунски         | Румунски                  | [pas] грешка: {{lang}}: текст има искошену назнаку (помоћ)           |          | 'корак'             |                                                                 |
| Руски            | Руски                     | плод                                                                 |          | 'плод'              | Прави разлику између палатализованог и непалатализованог гласа. |
| Словачки         | Словачки                  | [pes] грешка: {{lang}}: текст има искошену назнаку (помоћ)           |          | 'пас'               |                                                                 |
| Шпански          | Шпански                   | [peso] грешка: {{lang}}: текст има искошену назнаку (помоћ)          |          | 'тежина'            |                                                                 |
| Шведски          | Шведски                   | [apa] грешка: {{lang}}: текст има искошену назнаку (помоћ)           |          | 'мајмун'            |                                                                 |
| Цески            | Цески                     | пу                                                                   |          | 'страна'            |                                                                 |
| Турски           | Турски                    | [kap] грешка: {{lang}}: текст има искошену назнаку (помоћ)           |          | 'лонац'             |                                                                 |
| Украјински       | Украјински                | павук                                                                |          | 'паук'              |                                                                 |
| Вијетнамски      | Вијетнамски               | [] грешка: {{lang}}: нема текста (помоћ)                             |          | 'пинцете'           |                                                                 |
| Западнофризијски | Западнофризијски          | [panne] грешка: {{lang}}: текст има искошену назнаку (помоћ)         |          | 'тигањ'             |                                                                 |
| Запотечки        | [ 12 ]                    | pan                                                                  |          | 'хлеб'              |                                                                 |